# Purgatory (US-amerikanische Band)
Purgatory war eine US-amerikanische Metal-Band aus Cleveland, Ohio, die im Jahr 1984 gegründet wurde und sich 1989 auflöste.

## Geschichte
Purgatory wurde im Jahr 1984 vom Sänger Jeffrey Lewis Hetrick aka „Jeff Hatrix“ gegründet. Im Januar 1985 nahm die Band in den Brittain Square Studios ihre erste EP auf, die vier Lieder enthält. Ihren ersten Auftritt hielt die Gruppe im Mai in der Old Brooklyn Tavern ab. Es folgten weitere Auftritte zusammen mit Metal Church, Lizzy Borden und Fates Warning, während von der EP die komplette Auflage von 1.000 Einheiten abgesetzt wurde. Gegen Ende des Jahres erreichte die Gruppe einen Vertrag bei Auburn Records, ehe sie ihr Debütalbum Tied to the Trax in den Suma Recording Studios aufnahm und 1986 veröffentlichte. In Europa erschien das Album bei dem deutschen Label Steamhammer Records. Vor der Veröffentlichung verließ der Gitarrist Greg Perry die Band und wurde nur kurz durch Ed Whittingler ersetzt. Nachdem im Mai 1986 auch Randy Gonce die Band verlassen hatte, war Purgatory nun komplett ohne einen Gitarristen. Als neue Gitarristen kamen Frank Romano und Dave Felton zur Band, ehe Perry zurückkehrte und Felton weichen musste. Daraufhin wurden Tourneen mit Destructor, At War und Possessed absolviert. Im Jahr 1988 verließ Perry nun endgültig die Band, woraufhin Tony Ross zur Band stieß, während Andy Boyer als neuer Sänger hinzukam. In dieser Besetzung folgte die EP Dr. Pain, ehe sich die Gruppe auflöste. Nach der Auflösung gründete Hetrick die Band Hatrix. Zusammen mit Felton und einigen Mitgliedern der letzten Purgatory-Besetzung gründete er zudem Mushroomhead. Für ein Konzert zum zwanzigjährigen Bestehen von Auburn Records im Jahr 2004 fand die Band wieder zusammen und bestand aus Hetrick, Perry, dem Bassisten Mark Alexander und dem Schlagzeuger Kenny Easterly.

## Stil
Laut Martin Popoff in seinem Buch The Collector’s Guide of Heavy Metal Volume 2: The Eighties biete Tied to the Trax technisch anspruchsvollen und traditionellen Metal. Wenn Hetrick in den Falsett-Gesang verfalle, klinge dieser falsch gesungen.
Laut thethrashmetalguide.com spiele die Band eine melodische Mischung aus Power-, Speed- und Thrash-Metal, die an deutsche Bands wie Warrant, Iron Angel (insbesondere das zweite Album), Tyrant und frühe Helloween erinnere.
Jens Reimnitz sprach Hetrick in einem Horror-Infernal-Interview auf eine vermeintliche Ähnlichkeit zu Omen, Ruthless und Wrath an. Hetrick unterschied in seiner Antwort zwischen der Instrumentierung, die der von Agent Steel, Iron Maiden und Mercyful Fate ähnele, und der gesanglichen, die „irgendwo zwischen Savatage und Slayer“ läge. Seine persönlichen Vorlieben seien Judas Priest, Iron Maiden und Ian Gillan.
Laut Götz Kühnemund vom Metal Hammer spiele die Band auf Tied to the Trax rauen US-Metal, der vergleichbar mit der Musik von Bloodlust, Ruthless und Wrath sei. Zudem erinnere die Gruppe oftmals an Omen, wobei besonders der Gesang Parallelen zu dem von J.D. Kimball aufweise.

## Diskografie
- 1985: Purgatory (EP, J.U.F. Records)
- 1986: Tied to the Trax (Album, Auburn Records)
- 1989: Dr. Pain (EP, J.U.F. Records)